# Jaarkenteken
Het jaarkenteken of jaarleuze is het thema dat elk jaar gebruikt wordt bij scouting in België als leuze voor het scoutsjaar. De stoffen badge wordt gegeven bij de inschrijving in een scoutsgroep en krijgt een plaatsje op het scoutshemd of de scoutstrui. Zowel binnen Scouts en Gidsen Vlaanderen als FOS bestaat het gebruik. Binnen FOS is dit niet altijd een jaarlijkse gewoonte geweest.

## Scouts en Gidsen Vlaanderen

### Scouts en Gidsen Vlaanderen (vroeger VVKSM)
| Jaar      | Jaarleuze                               |
| --------- | --------------------------------------- |
| 2024-2025 | Onderweg opgestoken                     |
| 2023-2024 | Speelstek, reuzeplek!                   |
| 2022-2023 | DAS Goesting                            |
| 2021-2022 | Dromenland in zicht                     |
| 2020-2021 | 't zal wel zijn                         |
| 2019-2020 | Scoutmoedig                             |
| 2018-2019 | Minder is meer                          |
| 2017-2018 | Allemaal abnormaal                      |
| 2016-2017 | Grenzeloos Groeien                      |
| 2015-2016 | Be Prepared                             |
| 2014-2015 | Tent vol talent                         |
| 2013-2014 | Spelen Bovenal Overal                   |
| 2012-2013 | Scouting, gewoon doen!                  |
| 2011-2012 | Armoede is een onrecht maak er spel van |
| 2010-2011 | Gloeiend erbij                          |
| 2009-2010 | Anders getikt                           |
| 2008-2009 | Buren luren                             |
| 2007-2008 | Samen in touw                           |
| 2006-2007 | One world, One promise                  |
| 2005-2006 | VerdraaiDe wereld                       |
| 2004-2005 | Jongleren                               |
| 2003-2004 | Klinkt als Scouting                     |
| 2002-2003 | Buiten is troef                         |
| 2001-2002 | Een spatje meer                         |
| 2000-2001 | Zet je in, Leef je uit                  |
| 1999-2000 | Droom me daar 'ns                       |
| 1998-1999 | Graag gedaan                            |
| 1997-1998 | Scouting Creatieve Tijd                 |
| 1996-1997 | Tuur in de natuur                       |
| 1995-1996 | In-samen-spraak                         |
| 1994-1995 | Plaats om te spelen                     |
| 1993-1994 | Alles om het lijf                       |
| 1992-1993 | Op verkenning                           |
| 1991-1992 | Doen we het zelf?                       |
| 1990-1991 | En waarom niet? Daarom is geen antwoord |
| 1989-1990 | Het eerste zicht voorbij                |
| 1988-1989 | Vreemd uit de hoek                      |
| 1987-1988 | 't Is niet om het even                  |
| 1986-1987 | Geen leuze maar een doel                |
| 1985-1986 | Scouting in-kleuren                     |
| 1984-1985 | Scouting natuurlijk in actie            |
| 1983-1984 | Scouting natuurlijk                     |
| 1982-1983 | Moet je meemaken                        |
| 1981-1982 | 'n Vinger in de pap                     |
| 1980-1981 | Geef me de vijf                         |
| 1979-1980 | Zet je in beweging                      |

### VVKS - VVKM (gezamenlijke jaarleuzen)
| Jaar      | Jaarleuze                            |
| --------- | ------------------------------------ |
| 1978-1979 | Spelen voor de vrijheid om te spelen |
| 1977-1978 | Zet alles op het spel                |
| 1976-1977 | Gewoon buiten: buitengewoon          |
| 1975-1976 | Het gaat van jezelf                  |
| 1974-1975 | Jouw gift: geestdrift                |
| 1973-1974 | Echt aardig, rechtvaardig            |
| 1972-1973 | Ons mag je 't vragen                 |

### VVKS - VVKM (afzonderlijke jaarleuzen)
| Jaar      | Jaarleuze VVKS                              | Jaarleuze VVKM      |
| --------- | ------------------------------------------- | ------------------- |
| 1971-1972 | Fijn dat jij er bent                        | Handen in mekaar    |
| 1970-1971 | Speel mee                                   | Stof je stijl af    |
| 1969-1970 | Graag gedaan                                | Een nieuw ritme     |
| 1968-1969 | Een nieuwe start                            | Ritme               |
| 1967-1968 | Samen voor allen                            | Samen voor allen    |
| 1966-1967 | Samen met anderen                           | Samen met anderen   |
| 1965-1966 | Aandacht voor de anderen                    | Zoek blad en bloem  |
| 1964-1965 | Van start tot meet                          | Van start tot meet  |
| 1963-1964 | Bouw nieuw                                  | Bouw nieuw          |
| 1962-1963 | Met lijn en kleur                           | Met lijn en kleur   |
| 1961-1962 | Ga niet voorbij                             | Ga niet voorbij     |
| 1960-1961 | Trek uw spoor                               | Leef nu             |
| 1959-1960 | Graag en goed                               | Ter waarheid        |
| 1958-1959 | Blijheid bouwt                              | Samen sterk         |
| 1957-1958 | Uw adel dient                               | Reik de hand        |
| 1956-1957 | Durf en doe                                 | Kijk om je heen     |
| 1955-1956 | Durf en doe                                 | Ic diene            |
| 1954-1955 | Op eer en trouw                             | Let op uw saeck     |
| 1953-1954 | Op eer en trouw                             | Durf ... en win     |
| 1952-1953 | Gheve di al                                 | En toch... trouw    |
| 1951-1952 | Gheve di al                                 | Adel en schoonheid  |
| 1950-1951 | Were di                                     | Veroveren           |
| 1949-1950 | Wees sterk                                  | Met de Kerk: sterk  |
| 1948-1949 | Een hart een front                          | Voor outer en heerd |
| 1947-1948 | Houd U fier                                 | Met Gansche trouwe  |
| 1946-1947 | Sta je man, sta je wet                      | Gheve di al         |
| 1946      | Hou je roer recht                           | Adel dient          |
| 1945      | Handhaaf en bou                             |                     |
| 1944      | Handhaaf en bou                             |                     |
| 1943      | Hou ende trou                               |                     |
| 1942      | Korpsgeest en uitbreiding                   |                     |
| 1941      | Korpsgeest en uitbreiding                   |                     |
| 1940      | Zonnewaarts                                 |                     |
| 1939      | Lichamelijke Ontwikkeling                   |                     |
| 1938      | De Goede Daad                               |                     |
| 1937      | Wij veroveren Vlaanderen voor Christus      |                     |
| 1936      | Veroveren                                   |                     |
| 1935      | Veroveren                                   |                     |
| 1934      | ?                                           |                     |
| 1933      | ?                                           |                     |
| 1932      | ?                                           |                     |
| 1931      | ?                                           |                     |
| 1930      | Ieder doe zijn beste, God voorziet de reste |                     |

## FOS
| Jaar      | Jaarleuze                    |
| --------- | ---------------------------- |
| 2007-2009 | WaaW!                        |
| 2006-2007 | One World, One Promise       |
| 2005-2006 | VerdraaiDe Wereld            |
| 2004-2005 | Maak het bont!               |
| 2003-2004 | Stel je voor                 |
| 2002-2003 | Buitengewoon                 |
| 2000-2002 | Zet inzet in                 |
| 1998-2000 | Verkennen                    |
| 1996-1998 | Overbruggen                  |
| 1994-1996 | Speel open kaart             |
| 1992-1994 | Grenzeloos                   |
| 1991-1992 | Natuurlijk Avontuurlijk      |
| 1987-1991 | Breek eruit                  |
| 1985-1987 | Vitaliteit (fit al die tijd) |
| 1983-1985 | Beslis je mee                |
| 1981-1983 | Kies je keuze                |
| 1979-1981 | Jij en ik zijn wij           |
| 1977-1979 | Zet alles op het spel        |
| 1975-1977 | Elk ander                    |
| 1973-1975 | Kijk naar de wereld          |
| 1972-1973 | Ons mag je het vragen        |
| 1971-1972 | Fijn dat jij er bent         |
| 1970-1971 | Positief                     |
| 1968-1970 | Samen                        |
| 1967-1968 | Creatief zijn                |